# 薇薇卡·A·福克斯
薇薇卡·安賈妮特·福克斯（英語：Vivica Anjanetta Fox，1964年7月30日—），美國女演員、主持人和製片人。她的事業自綜藝節目《靈魂列車》（1983年至1984年）開始，之後出演日間時段肥皂劇《我們的日子》（1988年）和《世代》（1989年至1991年）。1996年，福克斯因出演賣座的羅蘭·艾默瑞奇電影《ID4星際終結者》和蓋瑞·葛雷電影《辣姐妹》而聞名。隨後參演了多部知名電影，如《情人你真糗》（1997年）、《靈魂大捕貼》（1997年）、《尋愛旅程》（2002年）、《追殺比爾》（2003年）和《麻辣公主》（2004年）。
2003年到2006年間，她共同出演並犯罪電視劇《第六感尋人》，為此贏得有色人種促進協會形象獎最佳劇情類連續劇女主角。

## 早期生活
薇薇卡·A·福克斯出生於印第安纳州南本德。她是製藥技術員艾薇麗娜（Everlyena）和私立學校管理員威廉·福克斯威廉·福克斯（William Fox）的女兒。她是非裔美國人。她的父母在她出生後不久就搬到了密歇根州班頓港。福克斯是印第安納州阿靈頓高中1982年的畢業生，隨後又從加利福尼亞州亨廷頓比奇的金西学院畢業，取得社會科學副學士。

## 外部連結
- 薇薇卡·A·福克斯在互联网电影资料库（IMDb）上的資料（英文）